# La Femme eunuque
La Femme eunuque est un livre de Germaine Greer publié en 1970. Devenu un best-seller international, c'est un texte qui a marqué le mouvement féministe. Dans un style mélangeant recherche académique et pamphlet, Germaine Greer y défend l'idée que la famille nucléaire « traditionnelle », consumériste et vivant dans les quartiers résidentiels opprime sexuellement les femmes, et est castratrice, faisant d'elles des eunuques. Elle y critique « le Grand amour », « une drogue dont la mythologie populaire entoure la sexualité ». Le livre, publié en octobre 1970, avait quasiment épuisé son second tirage en mars 1971. Il a été traduit en onze langues.
Il fut suivi d'une suite en 1999, La Femme entière, où elle préconise l'abstinence sexuelle comme forme de révolte.

## Contenu
Le livre est une analyse féministe, mêlant recherche scientifique et polémique. Il a été un texte clé du mouvement féministe dans les années 1970, largement discuté et critiqué par d'autres féministes et une communauté plus large, notamment en raison de la forte exposition de son auteur dans les médias de radiodiffusion. Dans les sections intitulées "Corps", "Esprit", "Amour" et "Haine", Germaine Greer examine les définitions historiques de la perception de soi des femmes et part d'un principe de limitations imposées aux femmes pour critiquer les sociétés de consommation modernes, la  « normalité » féminine, et la construction masculine des stéréotypes. La représentation  stéréotypée de l'éternel féminin dans les magazines transforme la femme en une consommatrice et un emblème du pouvoir de son mari ; la femme devient à la fois une cible commerciale et un objet de marchandisation et les modèles féminins des magazines sont semblables à des « poupées » dont  « [l]a qualité essentielle est la castration ».  Ce qu'elle résume ainsi : « Le monde a perdu son âme, et moi mon sexe ». Le mariage fait de la femme un être passif, à la sexualité "étiolée et névrotique". 
Contrairement aux féministes précédentes, Greer utilise l'humour, l'audace et un langage grossier pour faire une description directe et franche de la sexualité féminine ; une grande partie de ce sujet étant resté taboue dans les sociétés anglo-saxonnes. L'irrévérence de Germaine Greer envers Sigmund Freud et la psychanalyse a été inspirée par Le Deuxième Sexe de Simone de Beauvoir. Ce travail a établi un pont entre le milieu universitaire et les  préoccupations de son époque en présentant ses objectifs dans son chapitre final, « Révolution ». Il est en accord, et souvent associé au mouvement créatif et révolutionnaire de cette période des années 1970.
Greer fait valoir que les hommes détestent les femmes, bien que ces dernières ne le réalisent pas et aient appris à se haïr. 
En opposition avec les féministes défendant la lutte pour l'égalité entre hommes et femmes, Germaine Greer considère que cet égalitarisme est un mythe : le combat égalitariste est profondément conservateur dans sa prétention à soumettre toutes les femmes au modèle viril de la société libérale occidentale, et malgré, ou à cause des droits acquis, la femme se sent mal à l'aise dans son corps, il importe donc de privilégier la libération de la femme au combat pour l'égalité.

## Place dans l'histoire du féminisme
La Femme eunuque est, au même titre que La Femme mystifiée de Betty Friedan avec qui il partage la critique de la représentation des femmes dans les médias, un livre fondateur dans l'histoire du féminisme ; il se rattache à ce qu'il est convenu d'appeler la deuxième vague féministe.